# Metapelma albisquamulata
Metapelma albisquamulata is een vliesvleugelig insect uit de familie Eupelmidae. De wetenschappelijke naam is voor het eerst geldig gepubliceerd in 1912 door Enderlein.